# Eccymatoge
Eccymatoge is een geslacht van vlinders van de familie spanners (Geometridae), uit de onderfamilie Larentiinae.

## Soorten
- E. callizona Lower, 1894
- E. iopolia Turner, 1926
- E. liometopa Turner, 1926
- E. melanoterma Prout, 1913
- E. morphna Turner, 1922